# Scymnus coniferarum
Scymnus coniferarum är en skalbaggsart som beskrevs av George Robert Crotch 1874. Scymnus coniferarum ingår i släktet Scymnus och familjen nyckelpigor. Inga underarter finns listade i Catalogue of Life.